# Charles Mouchet
 (décembre 2024).
Si vous disposez d'ouvrages ou d'articles de référence ou si vous connaissez des sites web de qualité traitant du thème abordé ici, merci de compléter l'article en donnant les références utiles à sa vérifiabilité et en les liant à la section « Notes et références ».
Charles Mouchet, né le 21 mars 1920 à Genève et mort le 25 juin 1979 dans cette même ville, est un poète, écrivain et enseignant suisse.

## Biographie

### Origines et famille
Charles Mouchet naît en 1920 à Genève, de parents savoyards.
Il est marié à Fanny Mouchet, née Gianini, et père du cinéaste Louis Mouchet.

### Études et parcours professionnel
Après des études confuses suivies de vagues bureaux, il se dirige vers l'enseignement tout en initiant sa carrière d’écrivain.
Après un séjour en Tunisie (Béja[réf. souhaitée], 1957-61), il fonde et dirige sa propre école privée, ”Les Cours de Rive", tout en continuant à écrire inlassablement jusqu'à la fin de sa vie. 

### Mort
Charles Mouchet meurt le 25 juin 1979 à Genève, des suites d'un cancer. 

## Œuvre
Pour Charles Mouchet, le but de la poésie a toujours été de donner un sens supérieur à l’existence. Dès son troisième recueil de poèmes, “À La Craie”, il établit très précisément les jalons de son œuvre : “Il s’agit de délimiter puis d’explorer un champ poétique possible. Donc tenter de rejoindre la vie, les hommes de ce temps à travers une expérience restreinte, lente, écartée. D’où monte un sentier difficile."
S’il s’est beaucoup interrogé sur le sens de l'acte poétique (“Le Mot Poésie”, “La Pensée poétique"… ), Charles Mouchet a également questionné la place que cet art devait avoir dans la société. D’où la nécessité d’aller à la rencontre d’autres écrivains et artistes, ainsi que d’un public plus large. Cela l'a conduit à fonder, puis diriger, le mouvement “Jeune Poésie”.
Son séjour en Tunisie imprègne fortement son œuvre et le conduira à écrire la trilogie “Arabesques”.
Son premier recueil, “Le Mot Poésie”, est publié en 1953 par “Jeune Poésie”, un mouvement dont il est le principal instigateur pendant quinze ans.
Plusieurs de ses œuvres sont publiées à titre posthume.

## Jeune Poésie
L'aventure commence vers 1950, quand de jeunes poètes prennent l’habitude de se réunir pour échanger leur passion : Charles Mouchet, Claude Aubert, Willy Borgeaud, Gilbert Trolliet, Ludwig Hohl, Jean Hercourt, Jacques Urbain… Le cercle prend bientôt le nom de “Jeune Poésie” et s’ancre au “Café des Armures”, dans la vieille ville de Genève. Ils sont rejoints par Roland Brachetto, Gaston Cherpillod, Jacques Chessex, Vahé Godel, Jean-Georges Lossier, Michel Soutter, Walter Weideli… “Jeune Poésie” accueille aussi des auteurs venus d’autres horizons comme Vicente Gerbasi, alors Consul du Venezuela à Genève, ou l’exilé espagnol José Herrera Petere (es).
“Jeune Poésie” recherchait le contact direct avec le public, offrant des récitals dans des cadres divers, comme “Le Moulin à Poivre” à Genève ou “Le Théâtre des Faux-Nez” à Lausanne...
En 1953, les poètes décident de s’auto-éditer. Plus d'une vingtaine d’œuvres seront publiées, réparties en deux collections : “Cahiers” et “Échanges”.
À l'occasion de sa dissolution en 1967, “Jeune Poésie” publie une anthologie au nom homonyme. Elle est formée principalement d’inédits ou extraits d’œuvre à paraître, montrant que l’élan n’est pas brisé, mais au contraire que l'action continue d’une autre manière. En 1980 parait d’ailleurs un autre recueil, “Ressac”, édité par Régis Dupont avec une préface de Jean Starobinski.

## Œuvres

### Collaborations
- Interprétation, poèmes sur des toiles de Jean Roll, Éditions Eliane Vernay, Genève, 1980.
- Printemps, poème mis en musique par José Azpiazu, Genève,
- Ballade, poème mis en musique par Daniel Esser, Amsterdam.
- Marches a été adapté pour le cinéma par Christianne Kolla.

## Sources
- Publications de et sur Charles Mouchet dans le catalogue Helveticat de la Bibliothèque nationale suisse
- La Poésie contemporaine de langue française depuis 1945, Éditions Saint-Germain des Prés, page 213.
- Archives de la famille Mouchet